# Тинка Краева
Тинка Панайотова Краева е българска оперетна актриса. Заедно с Мими Балканска и Коста Райнов е част от златното поколение на българския музикален театър.
От 1929 г. е редовна артистка в Кооперативния театър, Театър „Одеон“, Художествения оперен театър, Народната оперета, Държавния музикален театър „Ст. Македонски“.

## Роли
- Аделаида – „Птицепродавачът“ – Целер;
- Тели – „Аршин Мал Алан“ – Хаджибеков;
- Маноловица – „Бунтовна песен“ – Г. Златев-Черкин;
- Гана – „Айка“ – П. Хаджиев и др.
- Циганката – „Българи от старо време“ – Премиерата на първата постановка на оперетата на Асен Карастоянов на сцената на ДМТ „Ст. Македонски“ е с дата 24 януари 1959 г., композирана е специално за трупата на Музикалния театър и е посветена на 80-годишнината от смъртта на Л. Каравелов (1879 – 1959). Участват легендарните български тенори Видин Даскалов в ролята на Иван, и Минко Босев в ролята на Ерчо, невероятно талантливата и красива Тинка Краева в ролята на циганката. Режисьор е Хитьо Попов, диригент Виктор Райчев, сценографията е на Евгени Ващенко. През 1968 г. този спектакъл е възстановен отново поради големия интерес на публиката и по повод 20-години от създаването на ДМТ.